# Rob Edwards
Rob Edwards   (Thornaby-on-Tees, 11 de desembre de 1945 - 6 d'octubre de 2019) fou un pilot de trial anglès. Durant la dècada del 1970 va ser un dels competidors més destacats del Campionat d'Europa de trial, anomenat Campionat del Món a partir de 1975. Entre altres victòries destacables, va guanyar l'edició de 1971 del British Experts Trial i la de 1974 del Scott Trial.
Caracteritzat per un pilotatge efectiu i espectacular, Rob Edwards va començar la seva carrera tot pilotant diverses marques britàniques, però restarà sempre en la memòria dels afeccionats com un dels més carismàtics pilots de Montesa, al costat de pilots tan emblemàtics de la marca com ara Don Smith, Gordon Farley o Malcolm Rathmell.

## Resum biogràfic

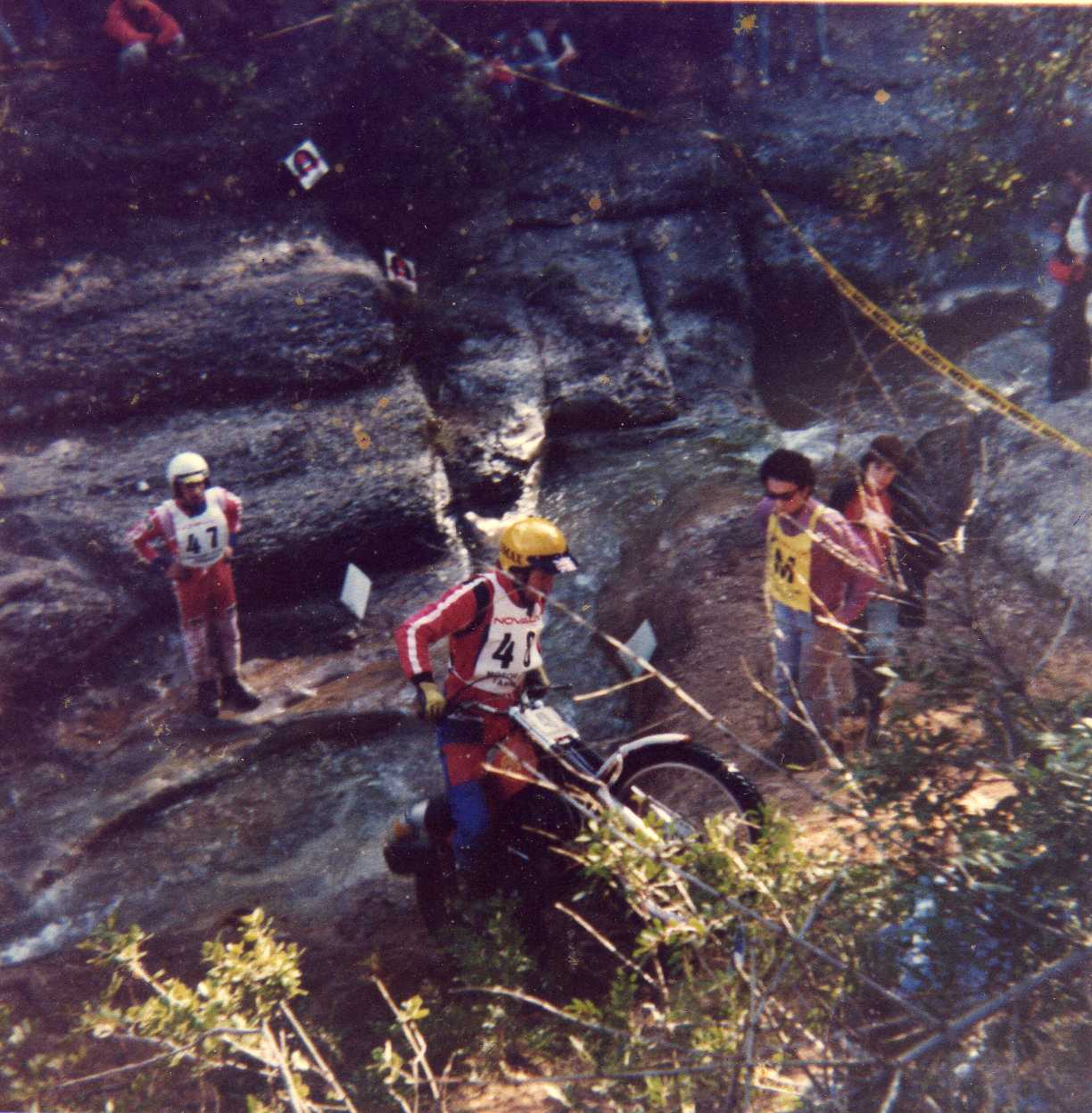
Rob Edwards al Trial de Sant Llorenç de 1979

Nascut i criat a Thornaby-On-Tees (North Yorkshire), Rob Edwards fou encoratjat pel seu pare, un entusiasta del trial, a esdevenir pilot professional d'aquest esport. Després d'un temps en què va córrer amb el suport de les marques britàniques Cotton i AJS, Edwards aconseguí el seu somni el 1969, quan Montesa li oferí un contracte com a pilot oficial de fàbrica. Durant anys, Edwards viatjà a esdeveniments internacionals amb el contingent britànic, compartint desplaçaments i allotjament amb pilots de la talla de Malcolm Rathmell, Dave Thorpe, Nigel Birkett, Alan i Martin Lampkin i altres. Sovint compartien furgoneta, tot i pilotar per a diferents marques de motocicleta.
De tarannà simpàtic i sempre somrient, Rob esdevingué l'"ambaixador mundial" de Montesa i fou enviat de gira a molts països llunyans, inclosos els EUA i l'Amèrica Central i del sud, per a dirigir-hi escoles de trial per a importadors, distribuïdors i clients. En moltes d'aquestes gires l'acompanyava Pere Pi, amb qui l'unia una bona amistat. La primavera de 1972, el català, que acabava de guanyar els Tres Dies de Santigosa amb la petita Montesa Cota 123, convidà Edwards a provar la moto amb la idea que podria ser idònia per a guanyar-hi els imminents Sis Dies d'Escòcia. Quan l'anglès la va haver provada en una riera de Gavà, va dir sense dubtar-ho: «No, no és una moto per a guanyar els 6 Dies d'Escòcia». El temps li va donar la raó i Pere Pi va haver de reconèixer que anava errat.
Malgrat que Rob Edwards no va aconseguir mai guanyar la seva prova preferida, els Sis Dies d'Escòcia (on va debutar el 1963 a encara no divuit anys), sí que hi va acabar segon dues vegades, el 1970 i el 1978.
Edwards va emmalaltir a vint anys i va ser diagnosticat erròniament d'asma. Els seus greus problemes respiratoris el van obligar a retirar-se prematurament a començaments de la dècada del 1980, a poc més de trenta anys, i més tard va descobrir que el que tenia en realitat era una rara malaltia respiratòria, la síndrome de Churg-Strauss, la qual l'afectà durant tota la seva vida i va anar empitjorant amb els anys.

## Palmarès
| Any  | Motocicleta | Campionat del Món | Campionat britànic | Altres                |
| ---- | ----------- | ----------------- | ------------------ | --------------------- |
| 1970 | Montesa     | 12è               | 3r                 |                       |
| 1971 | Montesa     | 4t                | 4t                 | 1r al British Experts |
| 1972 | Montesa     | 5è                | ?                  |                       |
| 1973 | Montesa     | 4t                | 2n                 |                       |
| 1974 | Montesa     | 8è                | 4t                 | 1r al Scott Trial     |
| 1975 | Montesa     | 10è               | ?                  |                       |
| 1976 | Montesa     | 10è               | 8è                 |                       |
| 1977 | Montesa     | 18è               | 5è                 |                       |
| 1978 | Montesa     | 19è               | -                  |                       |
| 1979 | Montesa     | -                 | 14è                |                       |
| 1980 | Montesa     | -                 | -                  |                       |
| 1981 | Montesa     | -                 | 18è                |                       |

1. ↑  Fins al 1974 el Campionat era d'Europa, i a partir de 1975 va passar a anomenar-se Campionat del Món